# يونس عليوي
يونس عليوي العنزي لاعب كرة قدم سعودي من مواليد 26 يناير عام 1990 .
لعب في نادي الباطن ثم نادي الشعلة السعودي ، وانتقل في عام 2015 م إلى نادي الهلال السعودي ليحقق معهم لقب كأس السوبر السعودي 2015. و أعاره الهلال إلى الرائد مطلع عام 2016 و انتقل في عام 2016 إلى نادي الخليج .

## روابط خارجية
- يونس عليوي على موقع Soccerway.com (الإنجليزية)
- يونس عليوي على موقع كووورة